# Psychrophrynella wettsteini
Psychrophrynella wettsteini är en groddjursart som först beskrevs av Parker 1932.  Psychrophrynella wettsteini ingår i släktet Psychrophrynella och familjen Strabomantidae. IUCN kategoriserar arten globalt som sårbar. Inga underarter finns listade i Catalogue of Life.